# José Anselmo Rodrigues
José Anselmo Rodrigues (Santa Vitória do Palmar, 12 de julho de 1947), também conhecido como Anselmo Rodrigues ou mesmo Governaço, é um médico e político brasileiro filiado ao Partido Liberal (PL). Foi eleito prefeito de Pelotas em duas oportunidades (1988 e 1996).

## Primeiros anos
José Anselmo Rodrigues nasceu em Santa Vitória do Palmar, extremo sul do Rio Grande do Sul, em 12 de julho de 1947. Filho de pais analfabetos e trabalhadores rurais, desde cedo enfrentou o preconceito social por conta de sua situação de extrema pobreza. Já morando em Pelotas, concluiu o ensino médio no Colégio Pelotense, tendo feito algumas matérias pelo Madureza, um curso de educação de jovens e adultos. Trabalhou como comerciante e vendedor de máquinas de escrever Facit até ser aprovado no vestibular de medicina da Universidade Federal de Pelotas em 1973. Já formado, exerceu a profissão no Hospital Escola da UFPel e foi docente da mesma instituição.

## Carreira política

### Prefeito de Pelotas
Contrariando seu partido (PDT), que queria uma candidatura sua à Câmara Municipal, Anselmo preferiu a prefeitura, conquistando apoio após atrair um grande número de filiados para a sigla na cidade. Dispondo de pouca verba, não possuía santinho e precisava andar pela cidade para espalhar sua campanha; contou com a ajuda de um amigo para improvisar cartazes, que foram prensados com um erro ortográfico em seu nome. Mesmo com as dificuldades, foi eleito prefeito de Pelotas em 1988 com mais de 60 mil votos. Com um plano de enxugamento do funcionalismo público chamado "Nova Prefeitura", um dos principais atos de seu governo foi a demissão de centenas de servidores municipais e a contratação de empreiteiras terceirizadas em seu lugar, o que gerou grande revolta, inclusive levando Anselmo a receber ameaças de morte. Um homem demitido por ser, supostamente, funcionário fantasma o abordou empunhando um revólver em frente à prefeitura e foi contido por seguranças. Como profissional da saúde, essa foi a área em que mais focou seu governo. Construiu três "superpostos de saúde" onde era possível encontrar atendimento médico completo. Também criou o programa "Floresce, Pelotas" que dava refeições e atendimento médico/odontológico para crianças, mediante a apresentação de boletim escolar.
Sua primeira administração foi marcada por denúncias de irregularidades administrativas, como contratos sem licitação. A Câmara Municipal o julgou inelegível, mas Anselmo conseguiu recuperar seus direitos políticos a tempo da eleição de 1996. Mais tarde, culpou a "mídia marrom de Pelotas" de tentar lhe calar. Também durante esse mandato, foi presidente da Associação dos Prefeitos do PDT no RS, gerando atrito dentro do partido por liderar uma oposição à candidatura de Alceu Collares ao governo do estado. A mídia local passou a noticiar uma possível saída de Anselmo do partido por conta desse impasse, o que ele afirmou ser um boato falso espalhado por colegas de legenda "invejosos". Também teve atrito com seu próprio vice, Edgar Curvello, que o chamou, ironicamente, de "dono do mundo" por seu modo de governar, que foi tido como individualista.
Em 1996, voltou a concorrer a prefeito e foi eleito no segundo turno com uma vantagem de apenas 3,6% dos votos. A campanha desse ano foi dirigida por Adriane Rodrigues, filha de Governaço que também seguiria carreira política. Durante o seu segundo mandato, Anselmo foi afastado em novembro de 1998 após acusações de improbidade administrativa feitas por uma CPI da Câmara Municipal que apurou irregularidades em licitações. Foi cassado e condenado por uso de verbas públicas para promoção pessoal, permanecendo afastado cerca de 18 meses, sendo reempossado às vésperas da eleição municipal de 2000.

### Outras candidaturas
Em 2012, após trabalhar como médico em diversas regiões do país, concorreu a vereador e foi o mais votado do pleito com 5 801 votos. Em 2016, concorreu novamente ao cargo de prefeito, ficando em segundo lugar (perdendo para Paula Mascarenhas), com 20,23% dos votos. Em 2020, foi novamente eleito vereador. Em 2024, já pelo Partido Liberal, tentou a reeleição, recebendo 1 610 votos (0,93%).
Foi candidato a deputado estadual em 1994 e em 2002, não sendo eleito em nenhuma das oportunidades.

## Desempenho em eleições
| Histórico eleitoral de Anselmo Rodrigues | Histórico eleitoral de Anselmo Rodrigues | Histórico eleitoral de Anselmo Rodrigues | Histórico eleitoral de Anselmo Rodrigues | Histórico eleitoral de Anselmo Rodrigues                | Histórico eleitoral de Anselmo Rodrigues | Histórico eleitoral de Anselmo Rodrigues | Histórico eleitoral de Anselmo Rodrigues | Histórico eleitoral de Anselmo Rodrigues |
| Ano                                      | Eleição                                  | Cargo                                    | Partido                                  | Coligação                                               | Vice                                     | Votos                                    | %                                        | Resultado                                |
| ---------------------------------------- | ---------------------------------------- | ---------------------------------------- | ---------------------------------------- | ------------------------------------------------------- | ---------------------------------------- | ---------------------------------------- | ---------------------------------------- | ---------------------------------------- |
| 1988                                     | Municipal de Pelotas                     | Prefeito                                 | PDT                                      | —                                                       | Edgar Curvello (PDT)                     | 61.205                                   | 44,1                                     | Eleito (Turno único)                     |
| 1996                                     | Municipal de Pelotas                     | Prefeito                                 | PDT                                      | PDT/PCdoB                                               | Otelmo Alves (PDT)                       | 85.472                                   | 51,8                                     | Eleito (2º Turno)                        |
| 2000                                     | Municipal de Pelotas                     | Prefeito                                 | PDT                                      | —                                                       | Cláudio Mendes (PDT)                     | 29.147                                   | 16,0                                     | Não eleito (4º Colocado)                 |
| 2008                                     | Municipal de Pelotas                     | Prefeito                                 | PDT                                      | —                                                       | Adriane Rodrigues (PDT)                  | 22.676                                   | 11,7                                     | Não eleito (4º Colocado)                 |
| 2012                                     | Municipal de Pelotas                     | Vereador                                 | PDT                                      | —                                                       | —                                        | 5.801                                    | 3,1                                      | Eleito (mais votado)                     |
| 2016                                     | Municipal de Pelotas                     | Prefeito                                 | PDT                                      | "Um governaço pelo povo" (PDT/PP/REDE/PTB/PSDC/PHS/PTC) | Rafael Amaral (PP)                       | 37.967                                   | 20,2                                     | Não eleito (2º colocado)                 |
| 2020                                     | Municipal de Pelotas                     | Vereador                                 | PDT                                      | —                                                       | —                                        | 2.207                                    | 1,4                                      | Eleito (8º mais votado)                  |
| 2024                                     | Municipal de Pelotas                     | Vereador                                 | PL                                       | —                                                       | —                                        | 1.610                                    | 0,9                                      | Suplente (30º mais votado)               |